# Salomon Kalou
Salomon Armand Magloire Kalou (Oumé, 5 agosto 1985) è un ex calciatore ivoriano, di ruolo ala o attaccante.

## Biografia
È il fratello minore di Bonaventure Kalou, ex calciatore.

## Caratteristiche tecniche
È un attaccante che gioca molto come prima punta, ma che viene schierato anche come ala destra, ala sinistra o seconda punta.

## Carriera

### Gli inizi nei Paesi Bassi
Dopo avere militato nell'ASEC Mimosas in patria, viene comprato nel 2003 dal Feyenoord e subito dirottato nell'Excelsior, club satellite della società olandese, torna a Rotterdam la stagione successiva e diventa titolare della prima squadra, con cui gioca 65 gare realizzando 20 reti nella prima stagione e 15 nella seconda.

### Chelsea
Passa al Chelsea di José Mourinho il 30 maggio 2006 con un contratto fino al 2009. Durante le amichevoli estive indossa il numero 21, numero che poi resta sulle sue spalle anche durante il resto della stagione.
Il primo gol con la casacca dei Blues lo segna nel match tra le squadre riserve, giocato contro il Portsmouth. In quella stessa partita realizza altre due reti. Con la prima squadra invece, sigla il primo gol al Blackburn Rovers nel terzo turno della Carling Cup.
In Premier firma la sua prima rete nella partita con il Wigan Athletic giocata allo JJB Stadium e vinta per 3-2.
Il 2 aprile 2011 entra in campo per la 94ª volta dalla panchina da quando è al Chelsea e supera il record precedentemente detenuto da Joe Cole di presenze in campo partendo dalla panchina.
Il 1º luglio 2012, scaduto il contratto con il Chelsea, rimane svincolato. Arrivato a Londra nel 2006, è stato il giocatore che più volte è entrato in campo dalla panchina nella storia dei "blues" (107 volte).

### Lille

#### 2012-2013: Prima stagione con la squadra francese
Il 7 luglio 2012 Kalou firma un contratto fino al 2016 con il club francese del Lille a due milioni di euro a stagione. Trova la prima presenza stagionale l'11 agosto 2012 sul campo del Saint-Etienne in occasione della vittoria per 1-2. Il primo gol invece arriva nella giornata successiva nella gara interna contro il Nancy, partita finita 1-1. Il primo gol in Champions League con la maglia dei francesi arriva il 7 novembre nella sconfitta in casa del Bayern Monaco per 6-1 con un tiro che finisce all'incrocio dei pali. La prima doppietta francese arriva il 7 aprile 2013 nella vittoria interna contro il Lorient per 5-0. Conclude la stagione con 37 presenze e 16 gol (14 in campionato, 1 in Champions League e 1 in Coupe de France).

#### 2013-2014: Nuovo uomo chiave della squadra
La stagione 2013-2014 si apre con un gol su rigore nella vittoria per 1-0 in casa contro il Saint-Etienne. Si ripete contro l'Evian TG e l'Ajaccio. Il 3 novembre 2013 in contropiede serve la palla a Rio Mavuba che regalerà poi l'assist a Nolan Roux per il gol del 2-0 nella partita contro il Monaco finita proprio 2-0 grazie alla doppietta dell'attaccante francese. Il 15 dicembre 2013 nella partita vinta 2-1 contro il Bastia segna una doppietta decisiva per il risultato tornando così al gol in campionato dopo quasi due mesi. Nella giornata successiva durante la trasferta al Parc des Princes contro il PSG regala un assist al capitano Mavuba per il provvisorio 1-1 e poi segna il gol dell'1-2 sul calcio di rigore concesso per fallo dell'ex Lucas Digne su Franck Beria. La partita si concluderà poi sul risultato di 2-2. Il 5 gennaio 2014 nella prima uscita stagionale con la sua squadra in Coupe de France segna una doppietta nella partita vinta per 3-1 in trasferta contro l'Amiens. Il primo gol in campionato nel nuovo anno lo segna nella partita pareggiata 1-1 in casa contro il Rennes. Il 2 marzo 2014 segna la sua prima tripletta nel campionato francese e con la maglia del Lille nella partita vinta con il risultato di 3-2 sul campo dell'Ajaccio. Torna a segnare in campionato nella gara vinta contro il Guingamp per 1-0 proprio grazie al suo gol al minuto 93'. Nell'occasione segna in un'azione da calcio d'angolo con un colpo bellissimo colpendo la palla al volo con il ginocchio. In occasione dell'ultima giornata di Ligue 1 segna una doppietta sul campo del Lorient (1-4) grazie alla quale il Lille riesce ad arrivare terzo in campionato qualificandosi per il terzo turno preliminare della prossima Champions League. Conclude la stagione con 40 presenze e 18 gol.

#### 2014-2015: Il ritorno in Europa
La prima presenza nella nuova stagione la trova al ritorno del terzo turno preliminare di Champions League nella gara Lille-Grasshopper pareggiata 1-1. Partecipa alla gara del turno successivo contro l'FC Porto terminata 0-1, al ritorno finirà 2-0, con la qualificazione dei portoghesi, ma non verrà convocato in quanto in procinto del trasferimento in Bundesliga. La prima presenza in campionato invece la trova alla seconda giornata di Ligue 1 nella vittoria per 0-1 sul campo del Caen.

### Hertha Berlino

#### 2014-15: Il primo anno in Germania
Il 31 agosto 2014 si trasferisce all'Hertha Berlino per 1,8 milioni di euro e firma un contratto triennale valido fino al 2017. Esordisce con la nuova squadra il 13 settembre 2014 davanti ai propri tifosi nella partita persa per 3-1 contro il Magonza. Il primo gol con la nuova maglia non tarda a arrivare: Kalou segna il gol vittoria alla 5ª giornata contro il Wolfsburg. Chiuderà la stagione con 27 presenze e 6 gol.

#### 2015-16: Di nuovo punto di riferimento
Per la stagione 2015-2016 cambia numero di maglia, passando dall'11 all'8 lasciato libero da l partente Marcel Ndjeng. Comincia la stagione dando ai compagni la vittoria in casa dell'Augusta alla prima giornata con un proprio gol e viene schierato stabilmente come titolare della formazione berlinese tranne che in due gare, in una delle quali entra a gara in corso, mentre nell'altra rimane in panchina. La prima doppietta arriva il 27 ottobre, contro il FSV Francoforte in Coppa di Germania. In stagione segna con discontinuità, alternando gol in gare consecutive a "digiuni" di due, tre o quattro giornate. Con la rete al Werder Brema del 30 gennaio 2016, diviene il primo calciatore ad andare in doppia cifra come numero di gol segnati nei massimi campionati di Germania e Francia. Il bilancio personale è diu 14 gol in Bundesliga, ma l'Hertha, che ottiene un solo punto nelle ultime cinque giornate di Bundesliga, non va oltre il settimo posto. In Coppa di Germania, dove la squadra berlinse viene eliminata in semifinale dal Borussia Dortmund, segna tre gol in tre gare.

#### 2016-17: Esordio europeo coi berlinesi
Nell'annata 2016-2017 esordisce con la maglia dell'Hertha in Europa League, ma il cammino dei tedeschi nel torneo sarà fugace, stante l'eliminazione già dopo le prime due partite, contro i danesi del Brøndby. L'infortunato Vladimír Darida lascia spazio in squadra a Valentin Stocker, che tuttavia subisce una squalifica di tre giornate, lasciando dunque il posto a Kalou nella formazione titolare. I primi gol stagionali dell'ivoriano arrivano il 4 novembre, quando contro il Borussia M'gladbach realizza la tripletta che decide il match (3-0) portando temporaneamente i suoi compagni al terzo posto in campionato. Il 15 marzo 2017 prolunga il proprio contratto con l'Hertha fino al 2019. La stagione si chiude con 7 gol in 26 presenze in Bundesliga.

#### Dal 2017 a oggi
La stagione 2017-2018 è più positiva dal punto di vista personale, dato che si conclude con un bilancio di 12 reti in 31 partite di Bundesliga, mentre l'annata seguente vede Kalou andare a segno 8 volte in 30 presenze in campionato.

### Nazionale

#### Mancato ottenimento della cittadinanza dei Paesi Bassi
Ha ottenuto molta attenzione da parte dei mass media la possibile naturalizzazione di Kalou come cittadino olandese che, se concessa, gli avrebbe dato la possibilità di giocare per la nazionale di calcio dei Paesi Bassi. Non avendo mai giocato per la nazionale ivoriana, poteva essere candidato per la squadra olandese se fosse stato naturalizzato. Fu suo fratello Bonaventure a consigliargli di cercare di ottenere la cittadinanza straniera, dopo i problemi avuti circa la regolarizzazione con le autorità calcistiche della Costa d'Avorio.
L'allenatore della nazionale olandese, Marco van Basten, lo giudicò un grande talento e guadagnò il sostegno di influenti figure del calcio, incluso Johan Cruijff, così fu inoltrata una richiesta ufficiale per naturalizzare il giocatore. Il Ministro per l'Immigrazione Rita Verdonk fu però contraria a prendere in considerazione un processo accelerato di naturalizzazione e, malgrado l'opinione comune tra gli esperti sul contributo prezioso che l'ivoriano avrebbe potuto fornire alla squadra olandese, rigettò la richiesta.
Le autorità calcistiche olandesi si appellarono alla corte di giustizia nazionale, ottenendo una vittoria il 9 dicembre 2005, quando il giudice ordinò a Verdonk di valutare nuovamente la richiesta di naturalizzazione accelerata. Il ministro decise quindi di controappellarsi al Consiglio di Stato dei Paesi Bassi. Lo stesso Kalou dichiarò, di fatto, che da quel momento aveva rinunciato alla speranza di ottenere la cittadinanza dei Paesi Bassi.
Dopo aver rifiutato a più riprese la convocazione nella nazionale ivoriana, il 6 febbraio 2007 debutta ufficialmente con la squadra in un'amichevole contro la Guinea, vinta dagli elefanti per 1-0. È terzo per marcature con la nazionale ivoriana.

#### La pubblicità di Centraal Beheer
La vicenda relativa al processo di naturalizzazione di Kalou fu al centro di un breve spot televisivo della compagnia assicurativa Centraal Beheer. Nel controverso spot, mandato in onda sulla TV olandese dell'aprile del 2006, Kalou era interpretato da un attore che aveva il ruolo di un calciatore naturalizzato tedesco, allusione alla vicenda del giocatore Nando Rafael, attaccante nativo dell'Angola che, non avendo ottenuto la cittadinanza dei Paesi Bassi all'epoca della militanza nell'Ajax, spostatosi nella Bundesliga tedesca nelle file dell'Hertha Berlino, divenne cittadino tedesco e fu convocato nella nazionale Under-21 tedesca. Appellandosi alla legge sul copyright, Kalou presentò causa contro la compagnia e ottenne la rimozione dello spot dalla TV nel giro di una settimana.

## Statistiche

### Presenze e reti nei club
Statistiche aggiornate al 10 aprile 2023.
| Stagione              | Squadra               | Campionato            | Campionato | Campionato | Coppe nazionali | Coppe nazionali | Coppe nazionali | Coppe continentali | Coppe continentali | Coppe continentali | Altre coppe | Altre coppe | Altre coppe | Totale | Totale |
| Stagione              | Squadra               | Comp                  | Pres       | Reti       | Comp            | Pres            | Reti            | Comp               | Pres               | Reti               | Comp        | Pres        | Reti        | Pres   | Reti   |
| --------------------- | --------------------- | --------------------- | ---------- | ---------- | --------------- | --------------- | --------------- | ------------------ | ------------------ | ------------------ | ----------- | ----------- | ----------- | ------ | ------ |
| 2003-2004             | Feyenoord             | ED                    | 2          | 0          | CO              | 0               | 0               | CU                 | 0                  | 0                  | -           | -           | -           | 2      | 0      |
| 2003-2004             | Excelsior             | EtD                   | 11+6       | 4+0        | CO              | -               | -               |                    | -                  | -                  | -           | -           | -           | 17     | 4      |
| 2004-2005             | Feyenoord             | ED                    | 31         | 20         | CO              | 2               | 3               | CU                 | 7                  | 4                  | -           | -           | -           | 40     | 27     |
| 2005-2006             | Feyenoord             | ED                    | 36         | 15         | CO              | 2               | 0               | CU                 | 2                  | 0                  | -           | -           | -           | 40     | 15     |
| Totale Feyenoord      | Totale Feyenoord      | Totale Feyenoord      | 69         | 35         |                 | 4               | 3               |                    | 9                  | 4                  |             | -           | -           | 82     | 42     |
| 2006-2007             | Chelsea               | PL                    | 33         | 7          | FACup+CdL       | 7+6             | 1+1             | UCL                | 11                 | 0                  | CS          | 1           | 0           | 58     | 9      |
| 2007-2008             | Chelsea               | PL                    | 30         | 7          | FACup+CdL       | 3+4             | 1+2             | UCL                | 11                 | 1                  | CS          | 0           | 0           | 48     | 11     |
| 2008-2009             | Chelsea               | PL                    | 27         | 6          | FACup+CdL       | 6+2             | 2+1             | UCL                | 8                  | 1                  | -           | -           | -           | 43     | 10     |
| 2009-2010             | Chelsea               | PL                    | 23         | 5          | FACup+CdL       | 4+3             | 1+3             | UCL                | 6                  | 3                  | CS          | 1           | 0           | 37     | 12     |
| 2010-2011             | Chelsea               | PL                    | 31         | 10         | FACup+CdL       | 3+1             | 2+0             | UCL                | 6                  | 0                  | CS          | 1           | 1           | 42     | 13     |
| 2011-2012             | Chelsea               | PL                    | 12         | 1          | FACup+CdL       | 5+2             | 1+1             | UCL                | 7                  | 2                  | -           | -           | -           | 26     | 5      |
| Totale Chelsea        | Totale Chelsea        | Totale Chelsea        | 156        | 36         |                 | 46              | 16              |                    | 49                 | 7                  |             | 3           | 1           | 254    | 60     |
| 2012-2013             | Lilla                 | L1                    | 28         | 14         | CF+CdL          | 1+1             | 1+0             | UCL                | 7                  | 1                  | -           | -           | -           | 37     | 16     |
| 2013-2014             | Lilla                 | L1                    | 38         | 16         | CF+CdL          | 2+0             | 2+0             | -                  | -                  | -                  | -           | -           | -           | 40     | 18     |
| ago. 2014             | Lilla                 | L1                    | 1          | 0          | CF+CdL          | 0               | 0               | UCL                | 2                  | 0                  | -           | -           | -           | 3      | 0      |
| Totale Lilla          | Totale Lilla          | Totale Lilla          | 67         | 30         |                 | 4               | 3               |                    | 9                  | 1                  |             | -           | -           | 80     | 34     |
| ago. 2014-2015        | Hertha Berlino        | BL                    | 27         | 6          | CG              | 1               | 0               | -                  | -                  | -                  | -           | -           | -           | 28     | 6      |
| 2015-2016             | Hertha Berlino        | BL                    | 32         | 14         | CG              | 5               | 3               | -                  | -                  | -                  | -           | -           | -           | 37     | 17     |
| 2016-2017             | Hertha Berlino        | BL                    | 26         | 7          | CG              | 3               | 1               | UEL                | 2                  | 0                  | -           | -           | -           | 31     | 8      |
| 2017-2018             | Hertha Berlino        | BL                    | 31         | 12         | CG              | 2               | 0               | UEL                | 3                  | 0                  | -           | -           | -           | 36     | 12     |
| 2018-2019             | Hertha Berlino        | BL                    | 30         | 8          | CG              | 3               | 0               | -                  | -                  | -                  | -           | -           | -           | 33     | 8      |
| 2019-2020             | Hertha Berlino        | BL                    | 5          | 1          | CG              | 2               | 1               | -                  | -                  | -                  | -           | -           | -           | 7      | 2      |
| Totale Hertha Berlino | Totale Hertha Berlino | Totale Hertha Berlino | 151        | 48         |                 | 16              | 5               |                    | 5                  | 0                  |             | -           | -           | 172    | 53     |
| 2020                  | Botafogo              | A                     | 25         | 1          | CB              | 2               | 0               |                    | -                  | -                  | -           | -           | -           | 27     | 1      |
| gen. -giu.2022        | Arta Solar 7          | PL                    | -          | -          | -               | -               | -               | -                  | -                  | -                  | -           | -           | -           | -      | -      |
| 2022-2023             | Arta Solar 7          | PL                    | 11         | 8          | -               | -               | -               | CAF CL             | 2                  | 0                  | -           | -           | -           | 13     | 8      |
| Totale Arta Solar 7   | Totale Arta Solar 7   | Totale Arta Solar 7   | 11         | 8          |                 | -               | -               |                    | 2                  | 0                  |             | -           | -           | 13     | 8      |
| Totale carriera       | Totale carriera       | Totale carriera       | 490+6      | 162        |                 | 72              | 27              |                    | 74                 | 12                 |             | 3           | 1           | 645    | 202    |

### Cronologia presenze e reti in nazionale
| Cronologia completa delle presenze e delle reti in nazionale ― Costa d'Avorio | Cronologia completa delle presenze e delle reti in nazionale ― Costa d'Avorio | Cronologia completa delle presenze e delle reti in nazionale ― Costa d'Avorio | Cronologia completa delle presenze e delle reti in nazionale ― Costa d'Avorio | Cronologia completa delle presenze e delle reti in nazionale ― Costa d'Avorio | Cronologia completa delle presenze e delle reti in nazionale ― Costa d'Avorio | Cronologia completa delle presenze e delle reti in nazionale ― Costa d'Avorio | Cronologia completa delle presenze e delle reti in nazionale ― Costa d'Avorio |
| Data                                                                          | Città                                                                         | In casa                                                                       | Risultato                                                                     | Ospiti                                                                        | Competizione                                                                  | Reti                                                                          | Note                                                                          |
| ----------------------------------------------------------------------------- | ----------------------------------------------------------------------------- | ----------------------------------------------------------------------------- | ----------------------------------------------------------------------------- | ----------------------------------------------------------------------------- | ----------------------------------------------------------------------------- | ----------------------------------------------------------------------------- | ----------------------------------------------------------------------------- |
| 6-2-2007                                                                      | Conakry                                                                       | Guinea                                                                        | 0 – 1                                                                         | Costa d'Avorio                                                                | Amichevole                                                                    | -                                                                             |                                                                               |
| 21-3-2007                                                                     | Belle Vue Maurel                                                              | Mauritius                                                                     | 0 – 3                                                                         | Costa d'Avorio                                                                | Amichevole                                                                    | 1                                                                             | 46’                                                                           |
| 25-3-2007                                                                     | Antsirabe                                                                     | Madagascar                                                                    | 0 – 3                                                                         | Costa d'Avorio                                                                | Qual. Coppa d'Africa 2008                                                     | -                                                                             |                                                                               |
| 3-6-2007                                                                      | Bouaké                                                                        | Costa d'Avorio                                                                | 5 – 0                                                                         | Madagascar                                                                    | Qual. Coppa d'Africa 2008                                                     | -                                                                             | 74’                                                                           |
| 22-8-2007                                                                     | Parigi                                                                        | Costa d'Avorio                                                                | 0 – 0                                                                         | Egitto                                                                        | Amichevole                                                                    | -                                                                             | 73’                                                                           |
| 8-9-2007                                                                      | Libreville                                                                    | Gabon                                                                         | 0 – 0                                                                         | Costa d'Avorio                                                                | Qual. Coppa d'Africa 2008                                                     | -                                                                             | 62’                                                                           |
| 21-11-2007                                                                    | Doha                                                                          | Qatar                                                                         | 1 – 6                                                                         | Costa d'Avorio                                                                | Amichevole                                                                    | 1                                                                             | 46’                                                                           |
| 12-1-2008                                                                     | Al Kuwait                                                                     | Kuwait                                                                        | 0 – 2                                                                         | Costa d'Avorio                                                                | Amichevole                                                                    | 1                                                                             | 46’                                                                           |
| 21-1-2008                                                                     | Sekondi-Takoradi                                                              | Costa d'Avorio                                                                | 1 – 0                                                                         | Nigeria                                                                       | Coppa d'Africa 2008 - 1º turno                                                | 1                                                                             |                                                                               |
| 25-1-2008                                                                     | Sekondi-Takoradi                                                              | Costa d'Avorio                                                                | 4 – 1                                                                         | Benin                                                                         | Coppa d'Africa 2008 - 1º turno                                                | -                                                                             | 31’                                                                           |
| 3-2-2008                                                                      | Sekondi-Takoradi                                                              | Costa d'Avorio                                                                | 5 – 0                                                                         | Guinea                                                                        | Coppa d'Africa 2008 - Quarti di finale                                        | 2                                                                             |                                                                               |
| 7-2-2008                                                                      | Sekondi-Takoradi                                                              | Egitto                                                                        | 4 – 1                                                                         | Costa d'Avorio                                                                | Coppa d'Africa 2008 - Semifinale                                              | -                                                                             | 59’                                                                           |
| 9-2-2008                                                                      | Kumasi                                                                        | Ghana                                                                         | 4 – 2                                                                         | Costa d'Avorio                                                                | Coppa d'Africa 2008 - Finale 3º posto                                         | -                                                                             | 73’                                                                           |
| 22-6-2008                                                                     | Abidjan                                                                       | Costa d'Avorio                                                                | 4 – 0                                                                         | Botswana                                                                      | Qual. Mondiali 2010                                                           | -                                                                             | 71’                                                                           |
| 7-9-2008                                                                      | Maputo                                                                        | Mozambico                                                                     | 1 – 1                                                                         | Costa d'Avorio                                                                | Qual. Mondiali 2010                                                           | -                                                                             | 82’                                                                           |
| 11-10-2008                                                                    | Abidjan                                                                       | Costa d'Avorio                                                                | 3 – 0                                                                         | Madagascar                                                                    | Qual. Mondiali 2010                                                           | 1                                                                             | 84’ 88’                                                                       |
| 19-11-2008                                                                    | Tel Aviv                                                                      | Israele                                                                       | 2 – 2                                                                         | Costa d'Avorio                                                                | Amichevole                                                                    | -                                                                             |                                                                               |
| 29-3-2009                                                                     | Abidjan                                                                       | Costa d'Avorio                                                                | 5 – 0                                                                         | Malawi                                                                        | Qual. Mondiali 2010                                                           | 1                                                                             |                                                                               |
| 7-6-2009                                                                      | Conakry                                                                       | Guinea                                                                        | 1 – 2                                                                         | Costa d'Avorio                                                                | Qual. Mondiali 2010                                                           | -                                                                             | 80’                                                                           |
| 20-6-2009                                                                     | Ouagadougou                                                                   | Burkina Faso                                                                  | 2 – 3                                                                         | Costa d'Avorio                                                                | Qual. Mondiali 2010                                                           | -                                                                             | 90+2’                                                                         |
| 12-8-2009                                                                     | Sousse                                                                        | Tunisia                                                                       | 0 – 0                                                                         | Costa d'Avorio                                                                | Amichevole                                                                    | -                                                                             | 67’                                                                           |
| 5-9-2009                                                                      | Abidjan                                                                       | Costa d'Avorio                                                                | 5 – 0                                                                         | Burkina Faso                                                                  | Qual. Mondiali 2010                                                           | -                                                                             |                                                                               |
| 10-10-2009                                                                    | Blantyre                                                                      | Malawi                                                                        | 1 – 1                                                                         | Costa d'Avorio                                                                | Qual. Mondiali 2010                                                           | -                                                                             |                                                                               |
| 18-11-2009                                                                    | Gelsenkirchen                                                                 | Germania                                                                      | 2 – 2                                                                         | Costa d'Avorio                                                                | Amichevole                                                                    | -                                                                             | 81’ 83’                                                                       |
| 4-1-2010                                                                      | Dar es Salaam                                                                 | Tanzania                                                                      | 0 – 1                                                                         | Costa d'Avorio                                                                | Amichevole                                                                    | -                                                                             | 46’                                                                           |
| 7-1-2010                                                                      | Dar es Salaam                                                                 | Ruanda                                                                        | 0 – 2                                                                         | Costa d'Avorio                                                                | Amichevole                                                                    | -                                                                             | 46’                                                                           |
| 11-1-2010                                                                     | Cabinda                                                                       | Costa d'Avorio                                                                | 0 – 0                                                                         | Burkina Faso                                                                  | Coppa d'Africa 2010 - 1º turno                                                | -                                                                             | 73’                                                                           |
| 15-1-2010                                                                     | Cabinda                                                                       | Ghana                                                                         | 1 – 3                                                                         | Costa d'Avorio                                                                | Coppa d'Africa 2010 - 1º turno                                                | -                                                                             | 76’ 84’                                                                       |
| 24-1-2010                                                                     | Cabinda                                                                       | Costa d'Avorio                                                                | 2 – 3 dts                                                                     | Algeria                                                                       | Coppa d'Africa 2010 - Quarti di finale                                        | 1                                                                             | 83’                                                                           |
| 30-5-2010                                                                     | Asunción                                                                      | Paraguay                                                                      | 2 – 2                                                                         | Costa d'Avorio                                                                | Amichevole                                                                    | -                                                                             | 46’                                                                           |
| 4-6-2010                                                                      | Shinjuku                                                                      | Giappone                                                                      | 0 – 2                                                                         | Costa d'Avorio                                                                | Amichevole                                                                    | -                                                                             |                                                                               |
| 15-6-2010                                                                     | Port Elizabeth                                                                | Costa d'Avorio                                                                | 0 – 0                                                                         | Portogallo                                                                    | Mondiali 2010 - 1º turno                                                      | -                                                                             | 66’                                                                           |
| 20-6-2010                                                                     | Johannesburg                                                                  | Brasile                                                                       | 3 – 1                                                                         | Costa d'Avorio                                                                | Mondiali 2010 - 1º turno                                                      | -                                                                             | 68’                                                                           |
| 25-6-2010                                                                     | Nelspruit                                                                     | Costa d'Avorio                                                                | 3 – 0                                                                         | Corea del Nord                                                                | Mondiali 2010 - 1º turno                                                      | 1                                                                             | 65’                                                                           |
| 10-8-2010                                                                     | Londra                                                                        | Italia                                                                        | 0 – 1                                                                         | Costa d'Avorio                                                                | Amichevole                                                                    | -                                                                             | 84’                                                                           |
| 4-9-2010                                                                      | Abidjan                                                                       | Costa d'Avorio                                                                | 3 – 0                                                                         | Ruanda                                                                        | Qual. Coppa d'Africa 2012                                                     | 1                                                                             |                                                                               |
| 8-2-2011                                                                      | Abidjan                                                                       | Costa d'Avorio                                                                | 1 – 0                                                                         | Mali                                                                          | Amichevole                                                                    | -                                                                             | 90’                                                                           |
| 27-3-2011                                                                     | Accra                                                                         | Costa d'Avorio                                                                | 2 – 1                                                                         | Benin                                                                         | Qual. Coppa d'Africa 2012                                                     | -                                                                             |                                                                               |
| 3-9-2011                                                                      | Kigali                                                                        | Ruanda                                                                        | 0 – 5                                                                         | Costa d'Avorio                                                                | Qual. Coppa d'Africa 2012                                                     | 1                                                                             |                                                                               |
| 9-10-2011                                                                     | Abidjan                                                                       | Costa d'Avorio                                                                | 2 – 1                                                                         | Burundi                                                                       | Qual. Coppa d'Africa 2012                                                     | -                                                                             |                                                                               |
| 12-11-2011                                                                    | Città del Capo                                                                | Sudafrica                                                                     | 1 – 1                                                                         | Costa d'Avorio                                                                | Mandela Cup                                                                   | -                                                                             | 78’                                                                           |
| 13-1-2012                                                                     | Radès                                                                         | Tunisia                                                                       | 0 – 2                                                                         | Costa d'Avorio                                                                | Amichevole                                                                    | 1                                                                             | 70’                                                                           |
| 16-1-2012                                                                     | Tripoli                                                                       | Libia                                                                         | 0 – 1                                                                         | Costa d'Avorio                                                                | Amichevole                                                                    | 1                                                                             | Uscita                                                                        |
| 22-1-2012                                                                     | Malabo                                                                        | Costa d'Avorio                                                                | 1 – 0                                                                         | Sudan                                                                         | Coppa d'Africa 2012 - 1º turno                                                | -                                                                             | 64’                                                                           |
| 26-1-2012                                                                     | Malabo                                                                        | Costa d'Avorio                                                                | 2 – 0                                                                         | Burkina Faso                                                                  | Coppa d'Africa 2012 - 1º turno                                                | 1                                                                             | 40’ 65’                                                                       |
| 4-2-2012                                                                      | Malabo                                                                        | Costa d'Avorio                                                                | 3 – 0                                                                         | Guinea Equatoriale                                                            | Coppa d'Africa 2012 - 1º turno                                                | -                                                                             | 85’                                                                           |
| 8-2-2012                                                                      | Libreville                                                                    | Costa d'Avorio                                                                | 1 – 0                                                                         | Mali                                                                          | Coppa d'Africa 2012 - Quarti di finale                                        | -                                                                             | 79’                                                                           |
| 12-2-2012                                                                     | Libreville                                                                    | Zambia                                                                        | 0 – 0 dts (8 – 7 dtr)                                                         | Costa d'Avorio                                                                | Coppa d'Africa 2012 - Semifinale                                              | -                                                                             | 64’                                                                           |
| 2-6-2012                                                                      | Abidjan                                                                       | Costa d'Avorio                                                                | 2 – 0                                                                         | Tanzania                                                                      | Qual. Mondiali 2014                                                           | 1                                                                             | 72’                                                                           |
| 9-6-2012                                                                      | Marrakech                                                                     | Marocco                                                                       | 2 – 2                                                                         | Costa d'Avorio                                                                | Qual. Mondiali 2014                                                           | 1                                                                             |                                                                               |
| 8-9-2012                                                                      | Abidjan                                                                       | Costa d'Avorio                                                                | 4 – 2                                                                         | Senegal                                                                       | Qual. Coppa d'Africa 2013                                                     | 1                                                                             | 22’ 62’                                                                       |
| 14-11-2012                                                                    | Linz                                                                          | Austria                                                                       | 0 – 3                                                                         | Costa d'Avorio                                                                | Amichevole                                                                    | -                                                                             | 85’                                                                           |
| 14-1-2013                                                                     | Abu Dhabi                                                                     | Costa d'Avorio                                                                | 4 – 2                                                                         | Egitto                                                                        | Amichevole                                                                    | -                                                                             | 46’                                                                           |
| 22-1-2013                                                                     | Rustenburg                                                                    | Costa d'Avorio                                                                | 2 – 1                                                                         | Togo                                                                          | Coppa d'Africa 2013 - 1º turno                                                | -                                                                             | 59’                                                                           |
| 26-1-2013                                                                     | Rustenburg                                                                    | Costa d'Avorio                                                                | 3 – 0                                                                         | Tunisia                                                                       | Coppa d'Africa 2013 - 1º turno                                                | -                                                                             | 81’                                                                           |
| 30-1-2013                                                                     | Rustenburg                                                                    | Algeria                                                                       | 2 – 2                                                                         | Costa d'Avorio                                                                | Coppa d'Africa 2013 - 1º turno                                                | -                                                                             |                                                                               |
| 3-2-2013                                                                      | Rustenburg                                                                    | Costa d'Avorio                                                                | 1 – 2                                                                         | Nigeria                                                                       | Coppa d'Africa 2013 - Quarti di finale                                        | -                                                                             | 47’ 69’                                                                       |
| 23-3-2013                                                                     | Abidjan                                                                       | Costa d'Avorio                                                                | 3 – 0                                                                         | Gambia                                                                        | Qual. Mondiali 2014                                                           | 1                                                                             |                                                                               |
| 16-6-2013                                                                     | Dar es Salaam                                                                 | Tanzania                                                                      | 2 – 4                                                                         | Costa d'Avorio                                                                | Qual. Mondiali 2014                                                           | -                                                                             | 66’                                                                           |
| 14-8-2013                                                                     | New York                                                                      | Messico                                                                       | 4 – 1                                                                         | Costa d'Avorio                                                                | Amichevole                                                                    | -                                                                             | 46’                                                                           |
| 7-9-2013                                                                      | Abidjan                                                                       | Costa d'Avorio                                                                | 1 – 1                                                                         | Marocco                                                                       | Qual. Mondiali 2014                                                           | -                                                                             |                                                                               |
| 12-10-2013                                                                    | Abidjan                                                                       | Costa d'Avorio                                                                | 3 – 1                                                                         | Senegal                                                                       | Qual. Mondiali 2014                                                           | 1                                                                             | 55’                                                                           |
| 16-11-2013                                                                    | Casablanca                                                                    | Senegal                                                                       | 1 – 1                                                                         | Costa d'Avorio                                                                | Qual. Mondiali 2014                                                           | 1                                                                             |                                                                               |
| 5-3-2014                                                                      | Bruxelles                                                                     | Belgio                                                                        | 2 – 2                                                                         | Costa d'Avorio                                                                | Amichevole                                                                    | -                                                                             |                                                                               |
| 4-6-2014                                                                      | Frisco                                                                        | El Salvador                                                                   | 1 – 2                                                                         | Costa d'Avorio                                                                | Amichevole                                                                    | -                                                                             | 82’                                                                           |
| 14-6-2014                                                                     | Recife                                                                        | Costa d'Avorio                                                                | 2 – 1                                                                         | Giappone                                                                      | Mondiali 2014 - 1º turno                                                      | -                                                                             |                                                                               |
| 19-6-2014                                                                     | Brasilia                                                                      | Colombia                                                                      | 2 – 1                                                                         | Costa d'Avorio                                                                | Mondiali 2014 - 1º turno                                                      | -                                                                             | 67’                                                                           |
| 24-6-2014                                                                     | Fortaleza                                                                     | Grecia                                                                        | 2 – 1                                                                         | Costa d'Avorio                                                                | Mondiali 2014 - 1º turno                                                      | -                                                                             | 62’                                                                           |
| 6-9-2014                                                                      | Abidjan                                                                       | Costa d'Avorio                                                                | 2 – 1                                                                         | Sierra Leone                                                                  | Qual. Coppa d'Africa 2015                                                     | -                                                                             | 46’                                                                           |
| 15-10-2014                                                                    | Abidjan                                                                       | Costa d'Avorio                                                                | 3 – 4                                                                         | RD del Congo                                                                  | Qual. Coppa d'Africa 2015                                                     | 2                                                                             | 46’                                                                           |
| 14-11-2014                                                                    | Freetown                                                                      | Sierra Leone                                                                  | 1 – 5                                                                         | Costa d'Avorio                                                                | Qual. Coppa d'Africa 2015                                                     | 2                                                                             | 82’                                                                           |
| 19-11-2014                                                                    | Abidjan                                                                       | Costa d'Avorio                                                                | 0 – 0                                                                         | Camerun                                                                       | Qual. Coppa d'Africa 2015                                                     | -                                                                             |                                                                               |
| 11-1-2015                                                                     | Abu Dhabi                                                                     | Costa d'Avorio                                                                | 1 – 0                                                                         | Nigeria                                                                       | Amichevole                                                                    | 1                                                                             | 46’                                                                           |
| 15-1-2015                                                                     | Abu Dhabi                                                                     | Costa d'Avorio                                                                | 0 – 2                                                                         | Svezia                                                                        | Amichevole                                                                    | -                                                                             | 45’                                                                           |
| 20-1-2015                                                                     | Malabo                                                                        | Costa d'Avorio                                                                | 1 – 1                                                                         | Guinea                                                                        | Coppa d'Africa 2015 - 1º Turno                                                | -                                                                             | 65’                                                                           |
| 24-1-2015                                                                     | Malabo                                                                        | Costa d'Avorio                                                                | 1 – 1                                                                         | Mali                                                                          | Coppa d'Africa 2015 - 1º Turno                                                | -                                                                             | 83’                                                                           |
| 4-2-2015                                                                      | Bata                                                                          | RD del Congo                                                                  | 1 – 3                                                                         | Costa d'Avorio                                                                | Coppa d'Africa 2015 - Semifinale                                              | -                                                                             | 62’                                                                           |
| 8-2-2015                                                                      | Bata                                                                          | Costa d'Avorio                                                                | 0 – 0 dts (9 – 8 dtr)                                                         | Ghana                                                                         | Coppa d'Africa 2015 - Finale                                                  | -                                                                             | 115’ cap.                                                                     |
| 26-3-2015                                                                     | Abidjan                                                                       | Costa d'Avorio                                                                | 2 – 0                                                                         | Angola                                                                        | Amichevole                                                                    | 1                                                                             | 65’                                                                           |
| 29-3-2015                                                                     | Abidjan                                                                       | Costa d'Avorio                                                                | 1 – 1                                                                         | Guinea Equatoriale                                                            | Amichevole                                                                    | -                                                                             | 46’                                                                           |
| 14-6-2015                                                                     | Libreville                                                                    | Gabon                                                                         | 0 – 0                                                                         | Costa d'Avorio                                                                | Amichevole                                                                    | -                                                                             |                                                                               |
| 6-9-2015                                                                      | Port Harcourt                                                                 | Sierra Leone                                                                  | 0 – 0                                                                         | Costa d'Avorio                                                                | Qual. Coppa d'Africa 2017                                                     | -                                                                             |                                                                               |
| 9-10-2015                                                                     | Agadir                                                                        | Marocco                                                                       | 0 – 1                                                                         | Costa d'Avorio                                                                | Amichevole                                                                    | -                                                                             | 86’                                                                           |
| 25-3-2016                                                                     | Abidjan                                                                       | Costa d'Avorio                                                                | 1 – 0                                                                         | Sudan                                                                         | Qual. Coppa d'Africa 2017                                                     | -                                                                             |                                                                               |
| 20-5-2016                                                                     | Budapest                                                                      | Ungheria                                                                      | 0 – 0                                                                         | Costa d'Avorio                                                                | Amichevole                                                                    | -                                                                             | cap. 67’                                                                      |
| 3-9-2016                                                                      | Bouaké                                                                        | Costa d'Avorio                                                                | 1 – 1                                                                         | Sierra Leone                                                                  | Qual. Coppa d'Africa 2017                                                     | -                                                                             | 69’                                                                           |
| 12-11-2016                                                                    | Marrakech                                                                     | Marocco                                                                       | 0 – 0                                                                         | Costa d'Avorio                                                                | Qual. Mondiali 2018                                                           | -                                                                             | 89’                                                                           |
| 15-11-2016                                                                    | Lens                                                                          | Francia                                                                       | 0 – 0                                                                         | Costa d'Avorio                                                                | Amichevole                                                                    | -                                                                             |                                                                               |
| 8-1-2017                                                                      | Abu Dhabi                                                                     | Svezia                                                                        | 1 – 2                                                                         | Costa d'Avorio                                                                | Amichevole                                                                    | -                                                                             | 45’                                                                           |
| 16-1-2017                                                                     | Oyem                                                                          | Costa d'Avorio                                                                | 0 – 0                                                                         | Togo                                                                          | Coppa d'Africa 2017 - 1º turno                                                | -                                                                             |                                                                               |
| 20-1-2017                                                                     | Oyem                                                                          | Costa d'Avorio                                                                | 2 – 2                                                                         | RD del Congo                                                                  | Coppa d'Africa 2017 - 1º turno                                                | -                                                                             | 76’                                                                           |
| 24-1-2017                                                                     | Oyem                                                                          | Marocco                                                                       | 1 – 0                                                                         | Costa d'Avorio                                                                | Coppa d'Africa 2017 - 1º turno                                                | -                                                                             |                                                                               |
| 2-9-2017                                                                      | Libreville                                                                    | Gabon                                                                         | 0 – 3                                                                         | Costa d'Avorio                                                                | Qual. Mondiali 2018                                                           | -                                                                             | 74’                                                                           |
| 5-9-2017                                                                      | Bouaké                                                                        | Costa d'Avorio                                                                | 1 – 2                                                                         | Gabon                                                                         | Qual. Mondiali 2018                                                           | -                                                                             | 54’                                                                           |
| 6-10-2017                                                                     | Bamako                                                                        | Mali                                                                          | 0 – 0                                                                         | Costa d'Avorio                                                                | Qual. Mondiali 2018                                                           | -                                                                             | 67’                                                                           |
| 11-11-2017                                                                    | Abidjan                                                                       | Costa d'Avorio                                                                | 0 – 2                                                                         | Marocco                                                                       | Qual. Mondiali 2018                                                           | -                                                                             | 76’                                                                           |
| Totale                                                                        |                                                                               | Presenze (7º posto)                                                           | 96                                                                            |                                                                               | Reti (3º posto)                                                               | 27                                                                            |                                                                               |

## Palmarès

### Club

#### Competizioni nazionali
- Coppa d'Inghilterra: 4

Chelsea: 2006-2007, 2008-2009, 2009-2010, 2011-2012
- Coppa di Lega inglese: 1

Chelsea: 2006-2007
- Community Shield: 1

Chelsea: 2009
- Campionato inglese: 1

Chelsea: 2009-2010

#### Competizioni internazionali
- UEFA Champions League: 1

Chelsea: 2011-2012

### Nazionale
- Coppa d'Africa: 1

Guinea Equatoriale 2015

### Individuale
- Miglior talento dell'anno in Eredivisie: 1

2004-2005